# Ny1 Coronae Borealis
Ny1 Coronae Borealis (ν1 Coronae Borealis, förkortat Ny1 CrB, ν1 CrB) som är stjärnans Bayerbeteckning, är en ensam stjärna belägen i den östra delen av stjärnbilden Norra kronan. Den har en skenbar magnitud på 5,20 och är synlig för blotta ögat där ljusföroreningar ej förekommer. Baserat på parallaxmätning inom Hipparcosuppdraget på ca 5,1 mas, beräknas den befinna sig på ett avstånd på ca 640 ljusår (ca 196 parsek) från solen. På det beräknade avståndet minskar den skenbara magnituden med 0,1 enhet genom skymning på grund av interstellärt stoft.

## Egenskaper
Ny1 Coronae Borealis är en utvecklad röd till orange jättestjärna av spektralklass M2 III. Den har en radie som är ca 67 gånger större än solens och utsänder från dess fotosfär ca 1 155 gånger mera energi än solen vid en effektiv temperatur på ca 3 800 K.
Ny1 Coronae Borealis är en variabel stjärna av osäker typ och varierar i magnitud med en amplitud på 0,0114 enheter och en frekvens på 0,262675 cykler per dygn eller 4,41 dygn/cykel.